# Malte Müller
Malte Müller (geboren um 1975 in Lichtenfels-Roth) ist ein deutscher Opern-, Konzert- und Liedsänger mit der Stimmlage Tenor.

## Biografie
Müller erhielt seine grundlegende musikalische Prägung als Kind und Jugendlicher bei den Regensburger Domspatzen, wo er bereits als Knabensolist in Erscheinung trat. Nach erfolgreichem Studium der Rechtswissenschaft schloss sich ein Gesangsstudium an der Musikhochschule Mannheim bei Rudolf Piernay und Alejandro Ramírez an. Wesentlich beeinflusst wurde Malte Müller durch den aus Puerto Rico stammenden Tenor Edgardo Zayas, der ihn als Lehrer und Mentor in der Technik des Belcanto unterwies. Die aktive Teilnahme bei verschiedenen Meisterkursen, u. a. bei Gundula Janowitz, Christoph Prégardien und Hans-Peter Blochwitz gaben ihm weitere Impulse.

### Konzert
Als Solist ist Malte Müller mit zahlreichen Orchestern und Ensembles aufgetreten, unter anderem mit dem Symphonischen Orchester Zürich, den Nürnberger Symphonikern, dem Philharmonischen Orchester der Stadt Regensburg, dem Barockorchester L’arpa festante, dem Originalklangorchester La Banda, dem Kurpfälzischen Kammerorchester, dem Ansbacher Kammerorchester, dem Karlsbader Sinfonieorchester, dem Sinfonieorchester Minsk, dem Schloss Schönbrunn Ensemble Wien oder auch der Beethoven Akademie Krakau sowie mit der Soloharfenistin des Kiewer Symphonieorchesters Valeriya Tikhonova auf. Sein Repertoire umfasst auf der Konzertbühne die großen Werke vom Barock bis zur Spätromantik, aber auch die einem breiten Publikum bekannten deutschen Tonfilmschlager der 1920er und 1930er Jahre sowie berühmte Operettenarien. Im Jahr 2016 konzertierte Malte Müller mit dem Kurpfälzischen Kammerorchester Mannheim mit diesem Repertoire. Im Januar 2017 konnte das Publikum ihn in einem „Best of Broadway“-Konzert darüber hinaus mit Highlights aus klassischen Musicals, wie West Side Story oder Kismet unter der Leitung von Graham Buckland erleben. Für die Benefizaktion „Helfen macht Spaß“, für die sich Müller seit vielen Jahren engagiert, konzertierte er 2022 zusammen mit der Singersongwriterin Suzan Baker in der Stiftskirche Kloster Banz.

### Oper
Auf der Opernbühne debütierte der Tenor in der Rolle des Hermes bei der Uraufführung der Oper Prometheus von Graham Buckland im tschechischen Schloss Krumau. Er sang und spielte den Baron Kronthal (Der Wildschütz von Albert Lortzing). In der Uraufführung der Oper Unreine Tragödien und aussätzige Dramatiker von Timo Jouko Herrmann an den Städtischen Bühnen Heidelberg spielte er sämtliche Tenor-Rollen. Im August 2016 gab Malte Müller beim internationalen Kulturwald-Festival sein Wagner-Debüt mit dem Beethoven Akademie Orchester Krakau unter der Leitung von Andreas Spering.

### Lied
Müller gab Liederabende unter anderem bei den Walldorfer Musiktagen, im Kloster Wechterswinkel, im Stadtschloss Lichtenfels sowie im Kaisersaal auf Kloster Banz. Seine Kammermusikpartner waren dabei die Pianisten Marcelo Amaral, Götz Payer, der Steinway Artist Hans-Dieter Bauer und Anna Panagopoulos oder aber auch das Morgenstern Trio.

### Aufnahmen
Für das Label Spektral erschien 2018 sein Debütalbum Von sanftem Traum umflossen – Lieder nach Friedrich Rückert, das zusammen mit dem Pianisten Götz Payer im Konzerthaus Blaibach mit Unterstützung der Schweinfurter Rückert-Gesellschaft produziert wurde. Darauf findet sich „eine interessante Auslese teils bekannter, teils weniger bekannter oder sogar unbekannter Rückert-Vertonungen mit verschiedenen Charakteren“. Dazu sind unter anderem zwei Kompositionen aus dem weitgehend in Vergessenheit geratenen Liederzyklus Liebesfrühling, Opus 46 von Wilhelm Kienzl zu zählen. Für den Booklettext verfasste der ausgewiesene Rückert-Experte Rudolf Kreutner unter Verwendung unveröffentlichter Rückert-Gedichte den Begleittext. Im Dezember 2021 wurde das Album Weihnachten mit Freunden veröffentlicht. Müller musiziert auf dieser CD mit Musikerinnen und Musikern seiner Heimatregion Oberfranken sowie mit persönlichen Freunden. Zum 150. Geburtstag des Frankfurter jüdischen Komponisten Bernhard Sekles wurde 2022 beim Londoner Label Toccata Classics eine Ersteinspielung mit Liedern von Bernhard Sekles veröffentlicht, die Malte Müller zusammen mit dem Pianisten Werner Heinrich Schmitt aufnahm und für die der Musikwissenschaftler und Komponist Timo Jouko Herrmann den Booklettext verfasste. Von dem Duo erschien im August 2024 ein weiteres Album mit vier vollständigen Liederzyklen von Wilhelm Kienzl.